# Calliactis parasitica
Calliactis parasitica är en havsanemonart som först beskrevs av John Nathaniel Couch 1844.  Calliactis parasitica ingår i släktet Calliactis och familjen Hormathiidae. Inga underarter finns listade i Catalogue of Life.

## Bildgalleri

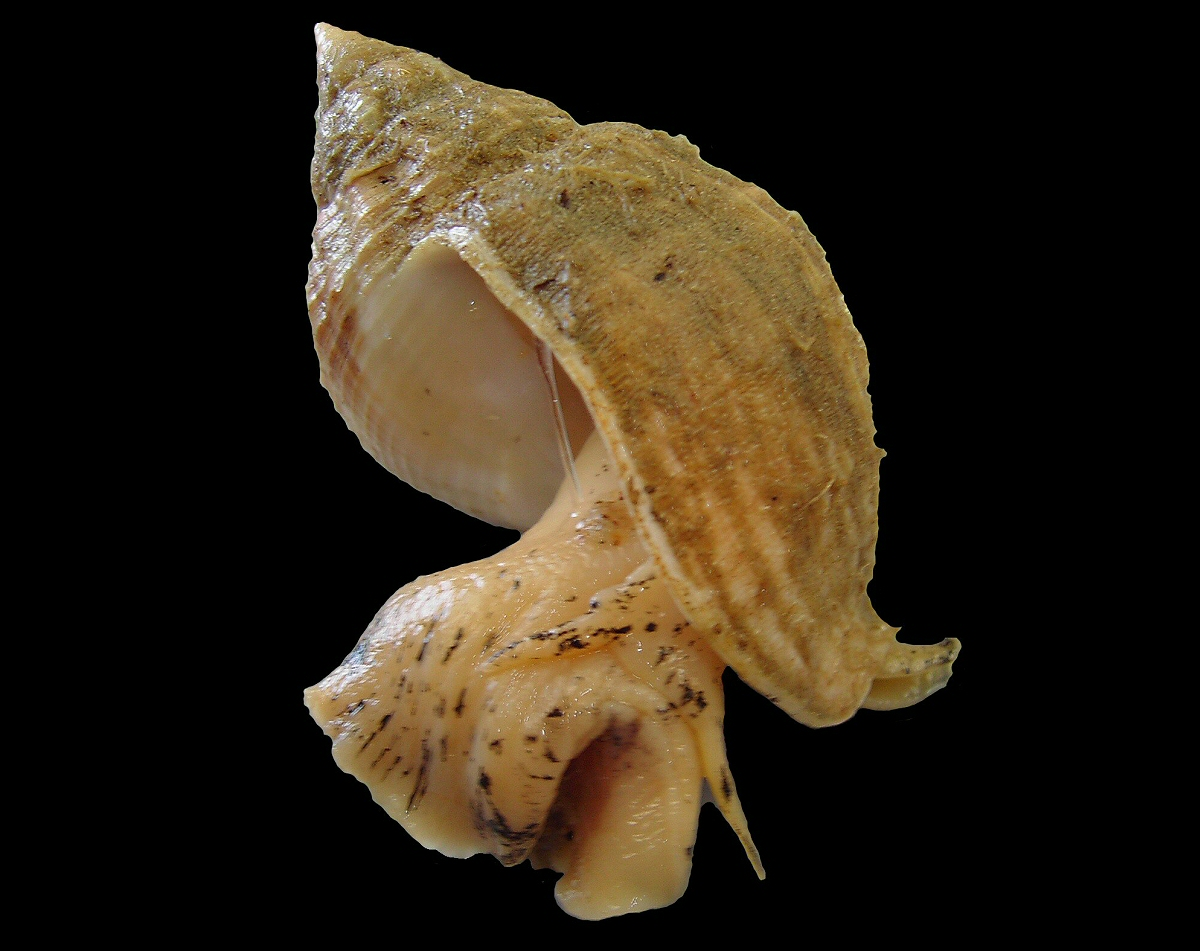
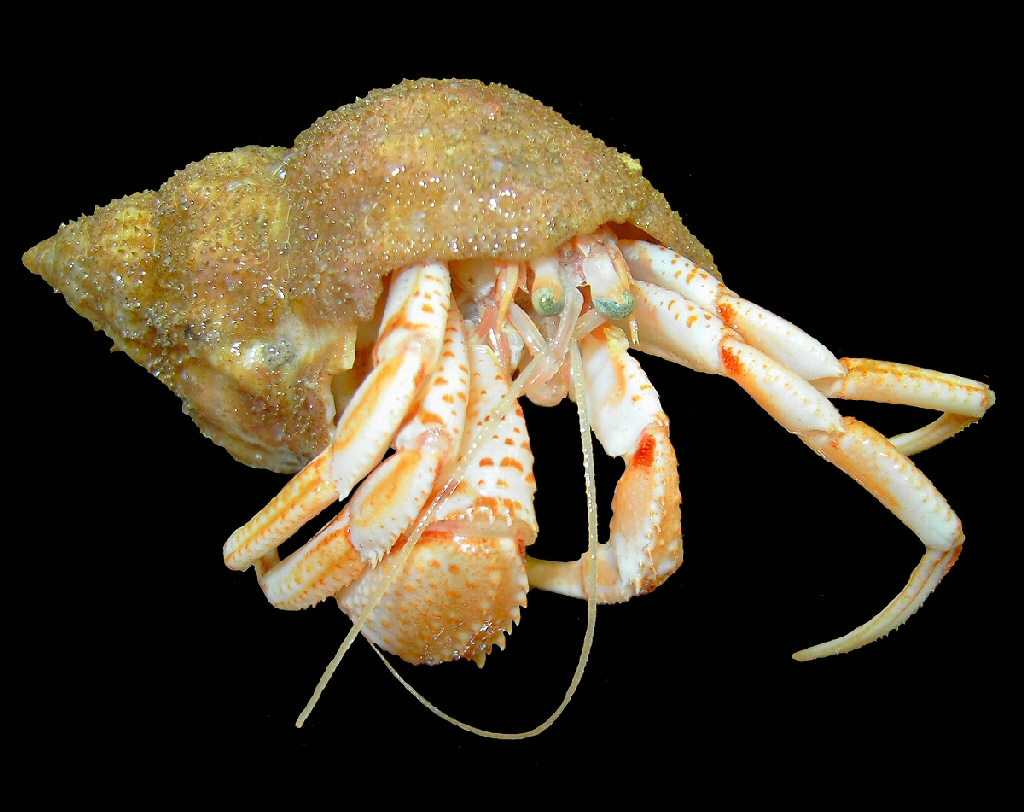